# Dysschema palmeri
Dysschema palmeri är en fjärilsart som beskrevs av Druce 1910. Dysschema palmeri ingår i släktet Dysschema och familjen björnspinnare. Inga underarter finns listade i Catalogue of Life.